# یوان گنگ
یوان گنگ (انگلیسی: Yuan Geng; ۲۳ آوریل ۱۹۱۷ – ۳۱ ژانویهٔ ۲۰۱۶) سیاستمدار اهل چین بود، که در سال ۱۹۸۰ شرکت سی‌آی‌ام‌سی تأسیس کرد. وی همچنین بنیانگذار بانک بازرگانان چین و شرکت پینگ ان نیز می‌باشد.